# 화성시의 향토문화재
"화성시의 향토문화재은 화성시 관내에 있는 문화유산으로서 「문화재보호법」 또는 「경기도 문화재보호 조례」에 따라 지정되지 아니한 문화재 중 화성시장이 향토문화 보존에 필요하다고 인정되어 지정한 문화재를 말하며, 그 유형은 다음 각 호와 같다.
1. 유형문화재: 건조물(建造物), 전적(典籍), 고문서(古文書), 회화, 조각, 공예품, 고고자료(考古資料) 등 유형의 문화적 소산으로서 향토문화 보존에 필요한 것
2. 무형문화재: 연극, 음악, 무용, 놀이, 의식, 공예기술 등 무형의 문화적 소산으로서 향토문화의 보존에 필요한 것
3. 기념물: 절터, 옛무덤, 조개무덤, 성터, 가마터, 유물포함층 등의 사적지(史蹟地)로서 향토문화의 보존에 필요한 것
4. 민속자료: 의식주, 생업, 신앙 등에 관한 풍속이나 관습과 이에 사용되는 의복, 기구, 가옥 등으로서 향토문화 보존상 필요한 것

## 지정 내역

### 유형
| 번호 | 그림 | 명칭                                                        | 소재지                                     | 소유자 (관리자)             | 지정·해제일자                                        | 비고 |
| ---- | ---- | ----------------------------------------------------------- | ------------------------------------------ | --------------------------- | ---------------------------------------------------- | ---- |
| 1호  |      | 안곡서원 (安谷書院)                                         | 화성시 서신면 상안리 585                   | 상주박씨 판서공파종회       | 1986년 5월 20일 지정, 2019년 10월 23일 변경, 재분류  |      |
| 2호  |      | 최루백 효자각                                               | 화성시 봉담읍 분천리 165-1                 | 수원최씨 헌납공파종중       | 1986년 5월 20일 지정, 2019년 10월 23일 변경, 재분류  |      |
| 3호  |      | 이곤선생 효자문 (李琨先生 孝子門)                           | 화성시 봉담읍 상리 363                     | 원주이씨사용공파 봉담종친회 | 1986년 5월 20일 지정, 2019년 10월 23일 변경, 재분류  |      |
| 4호  |      | 홍담효자각                                                  | 화성시 서신면 홍법리 산32번지              | 남양홍씨토홍계 정효공파종회 | 1986년 5월 20일 지정, 2019년 10월 23일 변경, 재분류  |      |
| 5호  |      | 한명윤, 밀양박씨 충열각                                     | 화성시 양감면 정문리 190-3                 | 한상우                      | 1986년 5월 20일 지정, 2019년 10월 23일 변경, 재분류  |      |
| 6호  |      | 박장철 효자각                                               | 화성시 장지동 493-2                        | 박치원                      | 1986년 5월 20일 지정, 2019년 10월 23일 변경, 재분류  |      |
| 7호  |      | 금산사 (金山祠)                                             | 화성시 팔탄면 창곡리 270-14                | 김해김씨 흥무왕공파종중     | 1986년 5월 20일 지정, 2019년 10월 23일 변경, 재분류  |      |
| 8호  |      | 최윤식 기념비 (崔潤植 記念碑)                               | 화성시 정남면 괘랑리 산143-2               | 김형일                      | 2001년 3월 30일 지정, 2019년 10월 23일 변경, 재분류  |      |
| 9호  |      | 남양홍씨 열녀정려문 (南陽洪氏 烈女旌閭門)                   | 화성시 남양읍 송림동 산125                 | 삭령최씨 사마공파           | 2001년 3월 30일 지정, 2019년 10월 23일 변경, 재분류  |      |
| 10호 |      | 차운혁 충신정려문 (車云革 忠臣旌閭門)                       | 화성시 정남면 괘랑리 산59                  | 연안차씨 강렬공파           | 2005년 12월 1일 지정, 2019년 10월 23일 변경, 재분류  |      |
| 11호 |      | 연안차씨 집안문서                                           | 화성시 정남면 괘랑리 605                   | 연안차씨 강렬공파           | 2005년 12월 1일 지정, 2019년 10월 23일 변경, 재분류  |      |
| 12호 |      | 정부인 영광정씨묘 출토유물                                  | 화성시 향남읍 구문천리 594, 596            | 고령신씨 북백공파           | 2007년 12월 20일 지정, 2019년 10월 23일 변경, 재분류 |      |
| 13호 |      | 고령신씨 소장 고문서                                        | 화성시 향남읍 구문천리 594,596             | 고령신씨 북백공파           | 2007년 12월 20일 지정                                |      |
| 14호 |      | 신면공 영광정씨정부인 화관비                                | 화성시 향남읍 구문천리 509                 | 고령신씨 북백공파           | 2008년 11월 28일 지정, 2019년 10월 23일 변경, 재분류 |      |
| 15호 |      | 원평 금수사 석조아미타불 및 좌대                            | 화성시 매송면 원평리 89-2                  | 정병육                      | 2016년 4월 7일 지정, 2019년 10월 23일 변경, 재분류   |      |
| 16호 |      | 남양도호부 선정비                                           | 화성시 남양리 2247(남양읍사무소 내)        | 화성시                      | 2019년 10월 23일 지정                                |      |
| 17호 |      | 정숙옹주 태실비                                             | 화성시 송동 681-674                        | 화성시                      | 2019년 10월 23일 지정                                |      |
| 18호 |      | 오산리 석불입상                                             | 화성시 반송동 108                          | 화성시                      | 2019년 10월 23일 지정                                |      |
| 19호 |      | 수성최씨 한림공파 독정종중 고문서                           | 화성시 향남 행정동로 96, 화성시 역사박물관 | 화성시                      | 2019년 10월 23일 지정                                |      |
| 20호 |      | 안녕리 표석                                                 | 화성시 향남 행정동로 96, 화성시 역사박물관 | 화성시                      | 2019년 10월 23일 지정                                |      |
| 21호 |      | 최일황·최우홍 부자 효자 정려 (崔一晃·崔遇鴻 父子 孝子 旌閭) | 화성시 장안면 수촌리 686-2                 | 홍정분                      | 2020년 2월 20일 지정                                 |      |
| 22호 |      | 신용개 신도비 (申用漑 神道碑)                               | 화성시 향남읍 구문천리 산104-1             | 신희진                      | 2020년 2월 20일 지정                                 |      |

### 기념물
| 번호 | 그림 | 명칭                              | 소재지                            | 소유자 (관리자)           | 지정·해제일자                                       | 비고 |
| ---- | ---- | --------------------------------- | --------------------------------- | ------------------------- | --------------------------------------------------- | ---- |
| 1호  |      | 수촌교회 (水村敎會)               | 화성시 장안면 수촌리 673          | 기독교대한감리회 유지재단 | 1986년 5월 20일 지정, 2019년 10월 23일 변경, 재분류 |      |
| 2호  |      | 홍한 묘역 (洪瀚 墓域)             | 화성시 서신면 홍법리 산70-1       | 남양홍씨 참의공파         | 2001년 3월 30일 지정, 2019년 10월 23일 변경, 재분류 |      |
| 3호  |      | 반남박씨 묘역                     | 화성시 석우동 45-3                | 반남박씨 교위종파         | 2001년 9월 14일 지정, 2019년 10월 23일 변경, 재분류 |      |
| 4호  |      | 노작 홍사용 묘역                  | 화성시 석우동 63                  | 남양홍씨 문희공파         | 2002년 12월 3일 지정, 2019년 10월 23일 변경, 재분류 |      |
| 5호  |      | 수성최씨 시조묘 (隋城崔氏 始祖墓) | 화성시 매송면 숙곡리 산81-1       | 수성최씨 대종회           | 2007년 2월 28일 지정, 2019년 10월 23일 변경, 재분류 |      |
| 6호  |      | 반남박씨 박원도묘                 | 화성시 오산동 산88-63             | 반남박씨 죽장공파         | 2007년 2월 28일 지정, 2019년 10월 23일 변경, 재분류 |      |
| 7호  |      | 조기수 묘역                       | 화성시 동탄면 목리 118-30         | 풍양조씨 수일헌공 종친회  | 2008년 12월 4일 지정, 2019년 10월 23일 변경, 재분류 |      |
| 8호  |      | 조세성묘, 조동점묘, 조완묘        | 화성시 비봉면 양노리 산26-40, -5  | 평양조씨 (조한상)         | 2013년 6월 25일 지정, 2019년 10월 23일 변경, 재분류 |      |
| 9호  |      | 반송 탄요유적공원 탄요지          | 화성시 반송동 207 탄요유적공원 내 | 화성시                    | 2016년 4월 7일 지정, 2019년 10월 23일 변경, 재분류  |      |
| 10호 |      | 청계중앙공원 매장문화재 유적      | 화성시 청계동 산3 청계중앙공원 내 | 화성시                    | 2016년 4월 7일 지정, 2019년 10월 23일 변경, 재분류  |      |
| 11호 |      | 병점동 지석묘 (고인돌)            | 화성시 병점동 864-2(공원부지) 내  | 화성시                    | 2020년 2월 20일 지정                                |      |

## 참고 문헌
- 화성시청 홈페이지 - 공고/고시